# Là-haut (film, 2009)
Pour les articles homonymes, voir Là-haut.
Série Classiques d'animation Pixar
WALL-E
(2008) Toy Story 3
(2010)
Pour plus de détails, voir Fiche technique et Distribution.
Là-haut (Up) est le dixième long métrage d'animation en images de synthèse des studios Pixar, sorti en 2009 et réalisé par Pete Docter (Monstres et Cie), et Bob Peterson, qui en signe également le scénario. Il raconte l'histoire du veuf septuagénaire Carl Fredricksen (doublé par Edward Asner) qui, grâce à des ballons gonflés à l'hélium, envole sa maison vers une région de l'Amérique du Sud non nommée (mais fortement inspirée de la Gran Sabana au Venezuela) accompagné du jeune scout Russell (Jordan Nagai) pour accomplir une promesse qu'il avait faite à sa femme décédée.
Il a été projeté le 13 mai 2009 en ouverture de la 62e édition du Festival de Cannes, devenant le premier film d'animation à ouvrir ce festival. Le film est un grand succès et rapporte 731 millions de dollars au box-office. Il a été reconnu pour son humour et son émotion ; l'interprétation de Carl par Ed Asner a été remarquée par les critiques. Le film a reçu de nombreuses distinctions dont le Golden Globe du meilleur film d'animation en 2010 et l'Oscar du meilleur film d'animation en 2010.

## Synopsis
Carl Fredricksen, petit garçon, rêve d'être un explorateur depuis qu'il a vu aux actualités du cinéma les exploits de Charles Muntz, célèbre aventurier qui, à bord de son dirigeable et accompagné de ses chiens, a découvert les chutes du Paradis, un tepuy perdu dans la Guyane vénézuélienne. Suivant ses exploits avec admiration, le garçon apprend que son idole aurait ramené le squelette d'une créature qu'il nommera "le monstre des chutes du Paradis" mais sera considéré comme un faux par les scientifiques. Contraint de sauver son honneur, Charles Muntz décide de retourner en Amérique du Sud pour prouver au monde qu'il a raison en ramenant la créature vivante. Jouant dans la rue en imitant son héros, Carl fait la connaissance d'Ellie, une petite fille délurée qui partage le même rêve que lui.
Des années plus tard, Ellie et Carl se marient et rêvent d'aller jusqu'aux chutes du Paradis. Mais les mauvaises nouvelles s'accumulent : le couple ne peut pas avoir d'enfant et les économies pour leur grand voyage sont écornées par les aléas de la vie. Quand Carl peut enfin acheter des billets d'avion pour l'Amérique du Sud, Ellie tombe malade et meurt. Carl reste seul dans sa maison, la dernière debout dans un quartier de style victorien que les engins de chantier rasent pour construire des immeubles modernes. Mais Carl, qui a maintenant 78 ans, refuse de vendre sa demeure et de partir en maison de retraite.
Un jour, un jeune «explorateur» (similaire à un scout) nommé Russell vient frapper à sa porte et lui demande s'il peut lui rendre service : il veut obtenir son badge d'aide aux personnes âgées. Pour se débarrasser de lui, Carl l'envoie à la recherche d'un oiseau imaginaire nommé le dabou qui viendrait la nuit piétiner ses fleurs. Peu de temps après, un des camions du chantier renverse la boîte aux lettres de Carl ; celui-ci panique et, en voulant repousser l'ingénieur qui veut réparer les dégâts, le frappe à la tête avec sa canne et le blesse. La compagnie saisit l'occasion pour lui intenter un procès et le faire placer en maison de retraite.
Le jour où les employés de la résidence de retraite du Grand Chêne viennent chercher Carl, la maison s'envole grâce à des milliers de ballons attachés par l'intérieur de la cheminée : Carl part accomplir son rêve, aller s'installer aux chutes du Paradis. Mais il découvre que Russell était sur son palier au moment du décollage. Réticent à le faire rentrer, Carl finit par accepter. Après un orage qui a menacé leurs vies, le vieil homme se réveille et commence à faire descendre la maison, mais lorsqu'il touche enfin le sol, il aperçoit les chutes du paradis, de l'autre côté de la falaise où la maison s'est posée. Énervé, il avance avec Russell, qui l'aide à tirer la maison à l'aide de cordes.
Plus loin, des chiens poursuivent quelqu'un ou quelque chose. Ils courent jusqu'à ce que leurs colliers fassent un bruit assourdissant, dû à l'appareil auditif de Carl, qui vient d'arriver dans la jungle. Là, Russell annonce qu'il doit aller au "petit coin". Après avoir fini et alors qu'il mange du chocolat, il se rend compte qu'il lui en manque un bout. Il aperçoit alors un bec bariolé, et en conclut que c'est le petit dabou. Mais il voit alors un animal se dresser devant lui, et revient avec lui. Il pose des questions à Carl sur le dabou et le vieil homme lui répond « oui » tout le temps. Lorsque Russell en conclut que son animal est bel et bien l'oiseau dont parle Carl au début du film, Carl se retourne et voit l'animal géant, que Russell a baptisé Kevin. Incrédule, Carl refuse de le garder, mais l'oiseau et le jeune explorateur sont devenus inséparables. Carl se voit donc contraint de dire oui une fois de plus. Ils avancent encore, et trouvent un chien, Doug, qui parle grâce à un collier. Il se révèle adorable, mais l'oiseau saute sur lui. Seul l'enfant parvient à convaincre le dabou de cesser.
Mais les chiens eux, discutent. Leur chef, qui a la voix déformée à cause de son collier cassé, contacte Doug, qui semble être incapable du prodige d'avoir l'animal, juste pour rire. Ce dernier dit qu'il a l'oiseau, mais évidemment, personne ne le croit, et ce jusqu'à ce qu'il se tourne vers ce dernier. Les chiens courent alors pour retrouver Doug. Puis, le vieillard tente de se débarrasser du chien et de l'oiseau pour être tranquille, mais il n'y parvient pas, et c'est sur des rochers qu'ils se réunissent tous. Le dabou crie alors et Doug explique qu'"elle" appelle ses petits. Étonné que Kevin soit une femelle, Russell est triste de devoir laisser le volatile rejoindre ses oisillons. C'est à ce moment que les trois chiens, Alpha (un doberman), Beta (un rottweiler) et Gamma (un bouledogue), arrivent et demandent à Doug où est son prisonnier, et le canin dit qu'il l'a perdu. Alors que les deux humains tentent de s'échapper en s'opposant à l'idée imposée par les animaux de les accompagner en tant que prisonniers, ils décident de les suivre, voyant la férocité dans les yeux des chiens. Ils arrivent dans une meute de chiens, où ils sont sur le point d'être dévorés.
Mais là, ce qui semble être leur maître leur dit de cesser. La personne s'avère être Charles Muntz. Ce dernier annonce que les deux personnages sont désormais leurs invités. Les deux protagonistes attachent la maison au mur pour entrer dans le dirigeable de l'explorateur. Les chiens préparent le banquet des invités, alors que Doug a reçu la collerette de la honte et qu'Alpha s'est fait réparer son collier, lui redonnant la voix qu'il avait avant. Charles Muntz montre à ses invités ses squelettes d'animaux trouvés et mange ensuite avec eux. Durant le repas, Russell parle involontairement de Kevin, et malgré une tentative de Carl pour éviter le sujet et alors que l'oiseau est repéré par Muntz, ce dernier révèle son vrai visage en parlant de tous les explorateurs qu'il a tué pour ne pas qu'on l'entrave dans sa quête de l'oiseau, unique raison pour laquelle il est resté aux Chutes du Paradis. Fredricksen et l'enfant s'enfuient en courant dans les montagnes pour sauver leurs vies. Ils se débarrassent des chiens grâce à Doug qui a ralenti la meute et Kevin qui les a fait courir plus rapidement. Les chiens reviennent bredouilles, mais l'oiseau est blessé. Carl décide de l'aider à retrouver sa progéniture, mais ils sont localisés par l'ennemi, qui brûle la maison de Carl, le forçant à choisir entre cette dernière et l'oiseau. Carl choisit la première, et Russell n'en revient pas de cet acte. Le feu est éteint, et le lendemain, Russell boude. Alors que Carl découvre dans le livre d'aventures d'Ellie des photos de mariage, avec à la fin un mot pour l'encourager à passer à autre chose, le jeune garçon s'envole seul avec des ballons pour tenter de sauver Kevin.
Il arrive au dirigeable et se fait capturer, et, au moment d'être lâché dans le vide, est sauvé par Carl qui est accompagné de Doug. Il attache la maison à la porte du dirigeable et entre pour sauver l'oiseau géant. Ils entrent par les conduits d'aération et arrivent juste sur la cage où, avec une balle de la canne de Carl, ils distraient les chiens. Ils referment la porte et libèrent l'oiseau et la maison se détache à ce moment de la porte. La corde tombe et Russell s'y accroche. Il essaye de remonter mais Muntz a déjà envoyé des chiens sur des avions pour attaquer la maison. Alors que Carl et les deux bêtes arrivent dans la salle des squelettes animaliers, Charles tente de tuer Carl avec une épée. Doug empêche cela, mais il est envoyé avec les autres chiens de la meute ; Carl doit se battre avec sa canne. Les deux vieux hommes arrêtent après un mal de dos. C'est le moment où Doug se retrouve dans un cul-de-sac. Il recule, mais pendant ce temps Muntz a coincé Fredricksen et s'apprête à le tuer, tentative annulée par un crachat de dentier de la part de ce dernier. Fou, l'antagoniste détruit toute sa collection, dont une autre partie tombera dans les airs lorsque Doug fera tourner accidentellement le dirigeable. Kevin et Carl montent au-dessus du dirigeable et Muntz a une autre idée plutôt que les poursuivre. Russell de son côté s'est débarrassé des avions, et pose la maison sur le dirigeable pour récupérer les trois personnages, dont Doug qui est devenu alpha en mettant la collerette de la honte au précédent alpha, dont le collier est à nouveau cassé. Ils s'apprêtent à entrer, quand leur adversaire revient carabine en main. Il force Carl à retenir la maison et tente d'entrer. Tout à coup, Carl a une idée : il ordonne à l'enfant de saisir les deux bêtes et alors que leur ennemi parvient à entrer, Fredricksen montre du chocolat. Kevin ne résiste pas et saute de la fenêtre tandis que la maison se détache du dirigeable. Charles saute aussi, mais des ballons s'accrochent à ses pieds, qui se détachent et le font tomber dans le vide.
Carl ne voit rien indiquant la position des trois autres, mais il est rassuré de les voir accrochés à la corde qui retenait la maison. Ils remontent, et alors que Russell s'excuse pour sa maison en train de tomber, Carl répond que c'est juste une maison et plus tard, le dabou est relâché près de ses petits. La mère part avec ses petits, et les deux protagonistes prennent le contrôle du dirigeable.
Lors de la cérémonie des apprentis explorateurs, le père de Russell n'est pas là, car comme ce dernier l'a dit plus tôt, il n'est jamais là. C'est donc Carl qui vient à sa place et aussi pour que le badge d'assistance à personne âgée ne soit pas donné pour rien. Russell reçoit cependant en plus le badge d'explorateur d'Ellie que le vieil homme avait gardé durant toutes ces années. Le film prend fin alors que les deux héros mangent une glace en jouant à un des jeux favoris de l'enfant.
Le dernier plan du film montre les Chutes du Paradis avec la maison qui repose désormais dessus, comme Carl l'avait promis à sa femme.

## Fiche technique
- Titre : Là-haut
- Titre original : Up

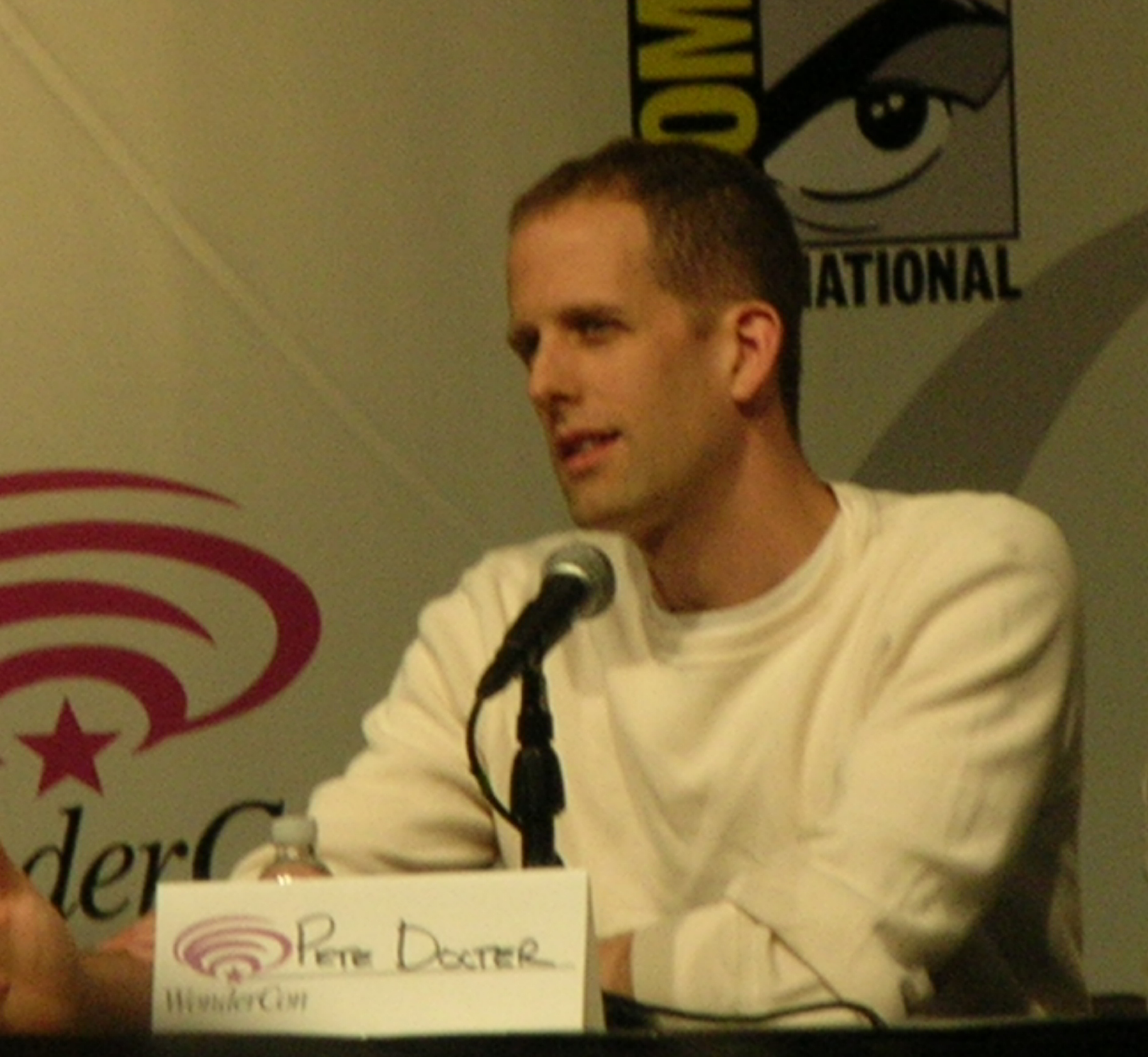
Pete Docter

- Réalisation : Pete Docter, Bob Peterson
- Scénario : Bob Peterson et Pete Docter d'après une histoire originale de Bob Peterson, Tom McCarthy
- Storyboard : Ronnie Del Carmen (supervision), Josh Cooley ; Teddy Newton ; Enrico Casarosa et Peter Sohn
- Animation : Dave Mullins (direction), Shawn Krause (direction)
- Musique : Michael Giacchino
- Production : Jonas Rivera
- Budget : 175 000 000 USD
- Pays de production :  États-Unis
- Langue originale : anglais
- Dates de sortie :
  - France : 13 mai 2009 (Festival de Cannes), 29 juillet 2009 (sortie nationale)
  - États-Unis : 16 mai 2009 (première à Hollywood), 29 mai 2009 (sortie nationale)
  - Belgique : 7 octobre 2009

### Premières nationales

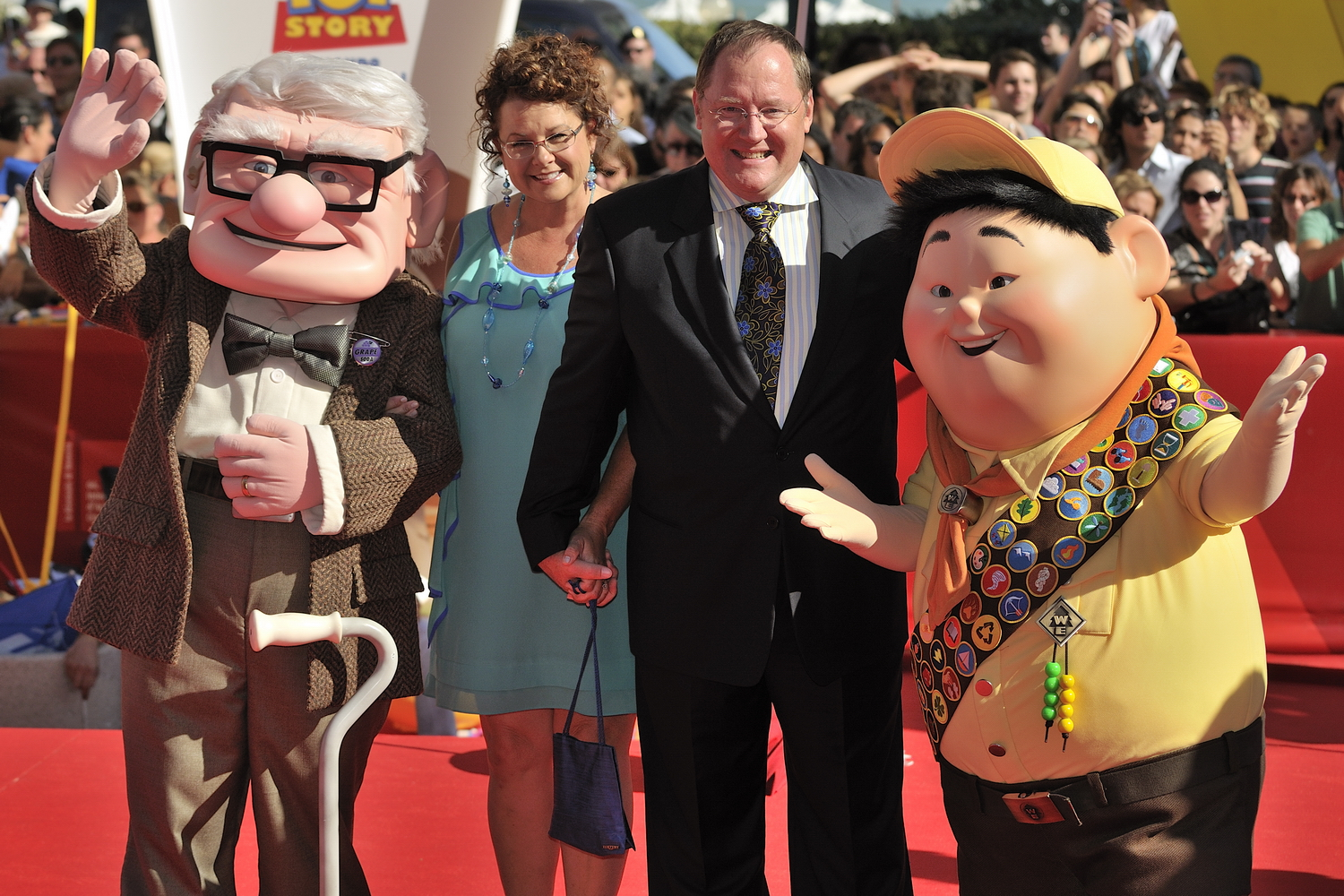
Le producteur et directeur artistique de Pixar et sa femme, John Lasseter, à la présentation du film à la Mostra de Venise 2009.

Sauf mention contraire, les informations suivantes sont issues de l'Internet Movie Database.
- France : 13 mai 2009 (Festival de Cannes, première mondiale), 29 juillet 2009 (nationale)
- Russie : 28 mai 2009
- Canada : 29 mai 2009
- États-Unis : 29 mai 2009
- Égypte : 3 juin 2009
- Koweït : 4 juin 2009
- Mexique : 5 juin 2009
- Argentine : 11 juin 2009
- Roumanie : 12 juin 2009
- Venezuela : 12 juin 2009
- Nouvelle-Zélande : 18 juin 2009
- Ukraine : 18 juin 2009
- Grèce : 27 juin 2009
- Indonésie : 29 juillet 2009
- Suisse : 29 juillet 2009
- Corée du Sud : 30 juillet 2009
- Estonie : 7 août 2009
- Portugal : 13 août 2009
- Espagne : 14 août 2009
- République tchèque : 20 août 2009
- Lituanie : 21 août 2009
- Islande : 26 août 2009
- Australie : 3 septembre 2009
- Singapour : 3 septembre 2009
- Brésil : 4 septembre 2009
- Allemagne : 24 septembre 2009
- Bulgarie : 25 septembre 2009
- Norvège : 25 septembre 2009
- Belgique : 7 octobre 2009
- Pays-Bas : 8 octobre 2009
- Finlande : 16 octobre 2009
- Italie : 16 octobre 2009
- Pologne : 16 octobre 2009
- Suède : 16 octobre 2009
- Turquie : 16 octobre 2009
- Royaume-Uni : 16 octobre 2009
- Japon : 5 décembre 2009

## Distribution

### Voix originales
- Edward Asner : Carl Fredricksen
- Christopher Plummer : Charles Muntz
- Jordan Nagai (en) : Russell
- Bob Peterson : Doug et Alpha
- Delroy Lindo : Beta
- Jerome Ranft : Gamma
- John Ratzenberger : Tom, le chef de chantier
- Mickie McGowan : Edith
- Donald Fullilove : George
- Elie Docter : Ellie jeune
- Jeremy Leary : Carl jeune
- Danny Mann : Steve, l'ouvrier de chantier
- Jess Harnell : AJ
- Josh Cooley : Omega
- Pete Docter : Campmaster Strauch
- David Kaye : le présentateur télé

### Voix françaises
- Charles Aznavour : Carl Fredricksen
- Richard Leblond : Charles Muntz
- Tom Trouffier : Russell
- Guillaume Lebon : Doug
- Xavier Fagnon : Alpha (Voix grave)
- Emmanuel Garijo : Alpha (Voix aiguë)
- Thierry Desroses : Beta
- David Krüger : Gamma
- Martine Meirhaeghe : Edith
- Frantz Confiac : George
- Éric Marchal : Omega
- Pierre Margot : AJ
- Lou Lévy : Ellie jeune
- Yanis Belhadji : Carl jeune
- Fabien Jacquelin : Steve, l'ouvrier de chantier et Campmaster Strauch
- Jean-François Aupied : Tom, le chef de chantier
- Jean-Claude Donda : le présentateur télé

 Source et légende : version française (VF) sur RS Doublage , Voxofilm et selon le carton du doublage français sur le DVD / Blu-ray.

### Voix québécoises
- Charles Aznavour : Carl Fredricksen
- Aubert Pallascio : Charles Muntz
- Samuel Jacques[4] (cinéma) / Tom Trouffier[4],[5] (DVD) : Russell
- Rachid Badouri[6] : Dug
- Patrice Dubois : Alpha
- Tristan Harvey : Beta
- Alexandre Fortin : Gamma
- Thiéry Dubé : Tom, le chef de chantier
- François Caffiaux : le présentateur télé
- Ludivine Reding : Ellie jeune
- Damien Muller : Carl jeune
- Patrick Chouinard : Omega
- Geneviève Alari : Edith
- François Godin : Steve, l'ouvrier de chantier
- David Laurin : George
- Jean-François Beaupré : AJ
- Paul Sarrasin : Campmaster Strauch

 Source et légende : version québécoise (VQ) sur Doublage.qc.ca et selon le carton du doublage québécois sur le DVD.

## Distinctions
| - Oscars du cinéma 2010 : - Meilleur film d'animation - Meilleure musique de film pour Michael Giacchino - Golden Globes 2010 : - Meilleur film d'animation - Meilleure musique de film pour Michael Giacchino - British Academy Film Awards 2010 : - Meilleur film d'animation - Meilleure musique de film pour Michael Giacchino | - Oscars du cinéma 2010 : - Meilleur film - Meilleur scénario original pour Bob Peterson, Pete Docter et Thomas McCarthy - Meilleur montage sonore pour Michael Silvers et Tom Myers - British Academy Film Awards 2010 : - Meilleur scénario original pour Bob Peterson, Pete Docter et Thomas McCarthy - Meilleur son pour Michael Silvers et Tom Myers et Michael Semanick |

## Origine et production

### Scénario
Le réalisateur Pete Docter commence à écrire Là-haut en 2004. Il développe l'histoire d'une maison volante sur l'idée d'évasion de la vie de tous les jours lorsqu'elle devient trop pénible, à cause de difficultés de plus en plus importantes avec la société. L'acteur et auteur Tom McCarthy aide pendant trois mois Docter et Bob Peterson à donner une forme à l'histoire. C'est après avoir dessiné un vieil homme grincheux avec des ballons souriants que Docter décide de prendre un vieil homme comme héros de l'histoire. Les deux coréalisateurs pensent qu'avoir un protagoniste âgé est une bonne idée car ils sentent que leurs expériences et leur vision du monde est une riche source d'humour. Docter est confiant quant à utiliser un tel personnage principal, affirmant que les enfants s'attacheront à Carl comme à leurs grands-parents.
Pour Docter, le film reflète son amitié avec d'autres vétérans de Disney : Frank Thomas, Ollie Johnston et Joe Grant. Celui-ci donne quelques conseils et approuve le script avant sa mort en 2005. Il affirme que l'audience a besoin d'un « socle émotionnel » car l'aventure deviendra très folle. Ici, il s'agit de la mort de la femme de Carl. Selon le réalisateur, la personnalité de Grant a plus influencé la défunte femme de Carl, Ellie, que le grincheux héros ; Carl est au début inspiré de Spencer Tracy, Walter Matthau, James Whitmore et leurs grands-parents car « ces vieux grincheux avaient quelque chose d'adorable ». Docter et Rivera font remarquer que la nature charmante de Carl, en dépit de son caractère grincheux, est tiré des personnes âgées « qui ont ce charme et presque cette « licence de vieillard » pour dire des choses que les autres ne pourraient dire impunément […] C'est comme si nous allions manger avec Joe Grant et qu'il appellait la serveuse « chérie ». J'aimerais pouvoir en faire autant. »

Carl est partiellement inspiré de Spencer Tracy, Walter Matthau et James Whitmore.
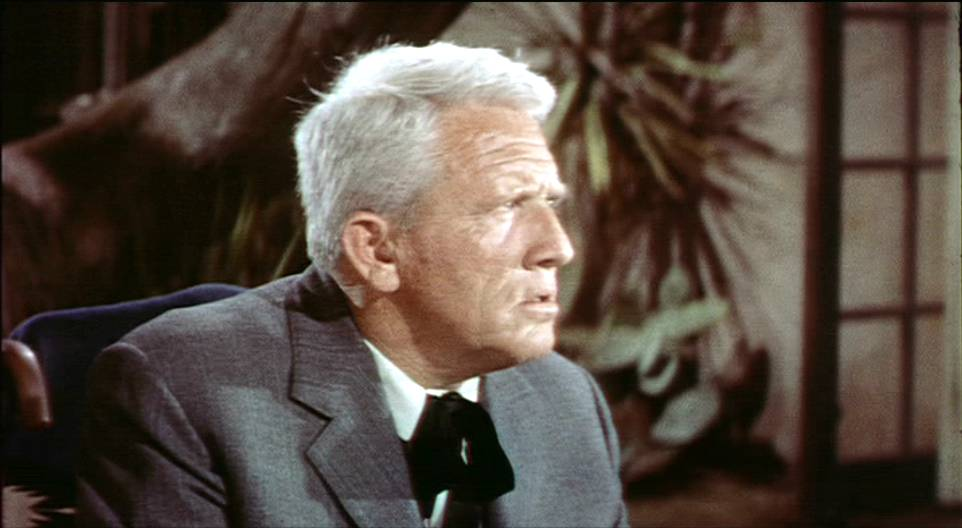
Spencer Tracy
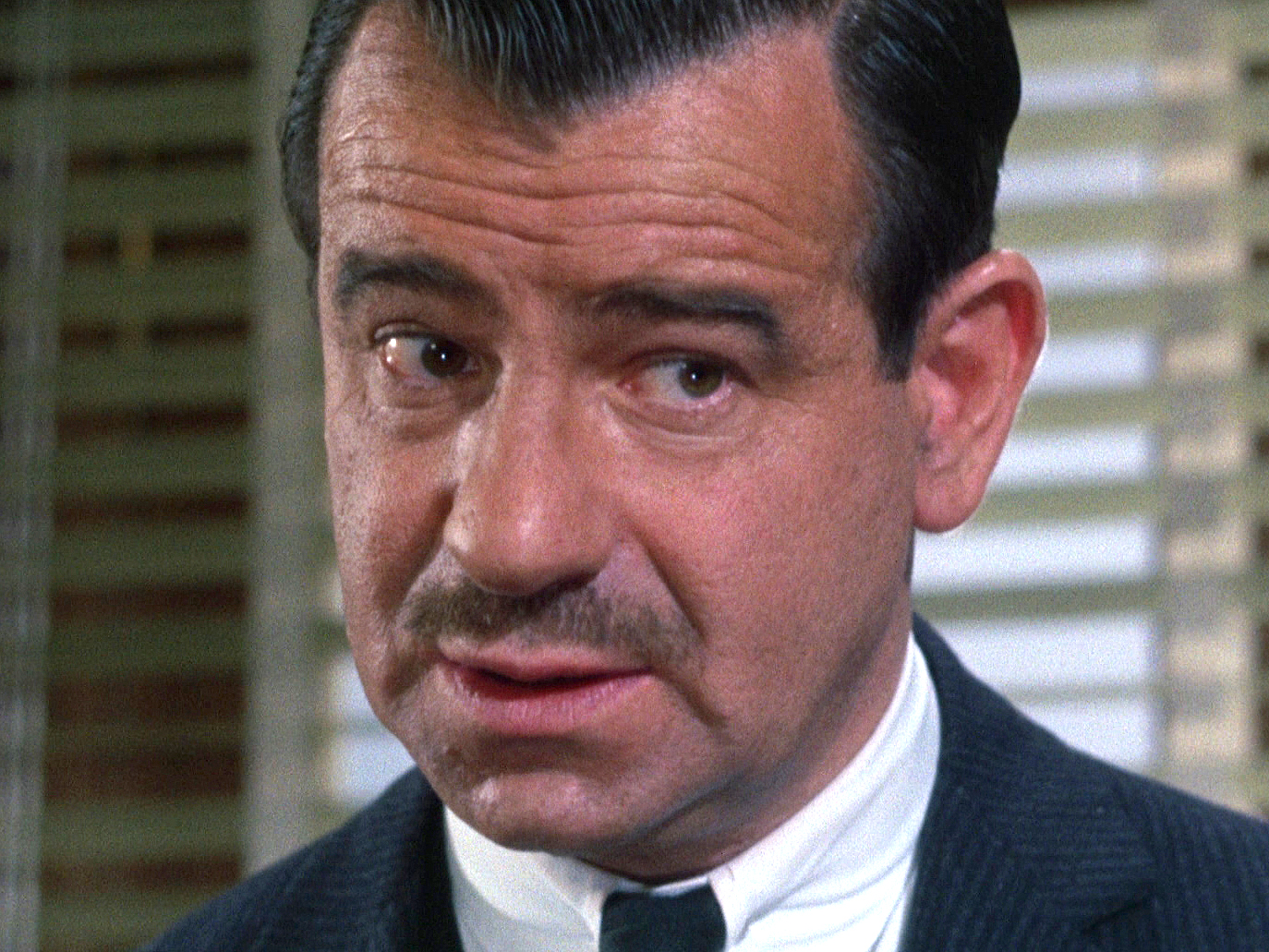
Walter Matthau
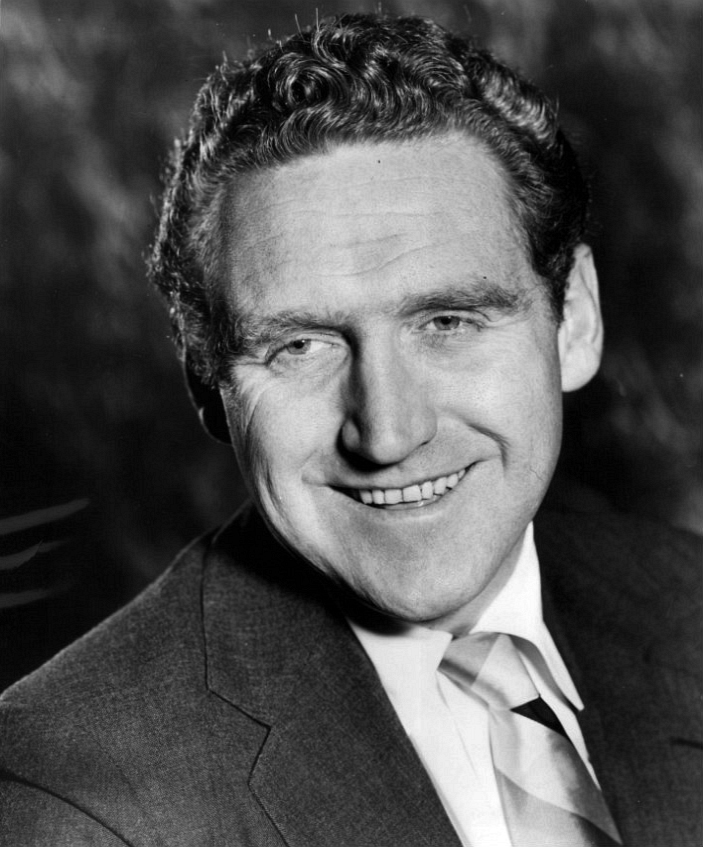
James Whitmore

Dans les premières grandes lignes du scénario, Carl veut simplement rejoindre sa femme au ciel, ce qui constitue juste « une espèce de mission suicide étrange ». Docter explique : « C'est évidemment un problème. Une fois dans les airs, que faire ensuite ? Nous devions lui trouver un but à atteindre, mais nous ne l'avions pas encore. » En conséquence, les cinéastes ajoutent l'intrigue de se rendre en Amérique du Sud. Docter aime les lieux tropicaux, mais il veut également un endroit où Carl se retrouverait coincé avec un enfant à cause de l'impossibilité de le remettre aux autorités. Ils ajoutent également un personnage enfant comme un moyen d'aider Carl à ne pas être « coincé dans ses manières ».

## Accueil

### Accueil critique
Sur l'agrégateur américain Rotten Tomatoes, le film récolte 98 % d'opinions favorables pour 294 critiques. Sur Metacritic, il obtient une note moyenne de 88⁄100 pour 37 critiques.
En France, le site Allociné propose une note moyenne de 4,6⁄5 à partir de l'interprétation de critiques provenant de 25 titres de presse.
Le film a bénéficié de très bons échos dans la presse.
- Le Monde évoque un « chaos jubilatoire, libéré des assignations du réalisme » : la journaliste Isabelle Régnier ajoute qu'en « distillant de la violence dans le merveilleux, de la tendresse dans les gags violents, Là-haut réenchante le monde, avec une prodigieuse générosité »[18].
- Le journal Libération loue l'anticonformisme du sujet, l'intelligence avec laquelle il est traité et la douce mélancolie qui se dégage de l'ensemble[19].
- Le Figaro salue également l'anticonformisme du sujet, qui contrecarre le jeunisme ambiant. Le quotidien rajoute que le film est d'« une telle poésie qu'elle fait oublier la technique »[20].
- À Télérama les avis sont plus partagés : Jacques Morice salue l'audace du sujet (les thèmes exploités sont plutôt sombres, voire sinistres) et salue son traitement, qui parvient à être aérien et à visiter tous les genres du cinéma (western, road-movie, comédie générationnelle, mélodrame...). Pierre Murat, dans le même magazine, se montre nettement plus sévère : il accuse le film d'être mièvre et niais (semblable aux Disney produits dans les années 1960, comme Quatre Bassets pour un danois), de « recycler de vieux clichés » et de proposer une « morale douceâtre »[21].
- Au Masque et la Plume, Xavier Leherpeur de Studio Ciné Live parle d'un film « magnifique » et loue son intelligente exploration de la 3D.
- Michel Ciment de Positif souligne qu'en prenant pour la première fois un humain comme personnage principal les studios Pixar ont gagné en « humanité » et en « profondeur ».
- Sophie Avon de Sud Ouest évoque un début « éblouissant », des choix dramatiques osés (l'illustration d'une fin de vie pour ouvrir le film), l'« état d'acuité et de sensibilité » dans lequel nous plonge le récit mais la journaliste tempère son enthousiasme en soulignant que le film n'atteint pas la poésie de l'œuvre de Hayao Miyazaki, dont se réclame Bob Peterson.
- Jean-Marc Lalanne des Inrockuptibles souligne la « profondeur » des sentiments exprimés dans la relation entre le vieillard et l'enfant, bien que ce motif soit assez conventionnel. Il loue également le « sens du colorisme » (comme l'atteste la scène où les ballons font décoller la maison)[22][source insuffisante].

### Box-office
| Pays ou région                   | Box-office           |
| -------------------------------- | -------------------- |
| Allemagne                        | +02 978 759, entrées |
| Espagne                          | +03 726 039, entrées |
| États-Unis                       | +39 067 222, entrées |
| France                           | +04 508 940, entrées |
| Italie                           | +01 957 829, entrées |
| Royaume-Uni                      | +06 322 694, entrées |
| États-Unis (recettes)            | 293 004 164 USD      |
| Recettes totales hors États-Unis | 438 338 580 USD      |
| Recettes totales                 | 731 342 744 USD      |

## Analyse